# Martina Križaj Ortar
Martina Križaj Ortar [martína križáj órtar], slovenska jezikoslovka in slovenistka, * 21. februar 1958, Ljubljana.
Martina Križaj Predava na Oddelku za slovenistiko Filozofske fakultete Univerze v Ljubljani. Diplomirala je leta 1981 na Filozofski fakulteti v Ljubljani, leta 1989 je tam magistrirala in leta 1998 doktorirala z nalogo Poročani govor v slovenščini (skladenjsko-sporočanjski vidik) pod Toporišičevim mentorstvom.